# 忠恕
忠恕，儒家術語，「忠」即「盡為己任」，「恕」即「己所不欲、勿施於人」。意思即為盡力為人謀，論語亦有「為人謀而不忠乎？」一說。同時亦要發揮自己的同理心，做事情時需要設身處地思考，此為「仁」的道德體現。

## 忠恕解
在《論語·里仁》當中，有一段記載孔子向曾參說明：「我的道理用一個基本思想就可說明一切了。」而曾參則表示孔子的思想就是「忠恕」。所謂「忠」即「盡己」，而「恕」即「推己」。「盡己」，發揮自己的良知良能。良知良能即天賦的善能。